# ドゥクリン県
ドゥクリン県（ドゥクリンけん、ベトナム語：Huyện Đức Linh / 縣德靈?）は、ベトナム社会主義共和国ビントゥアン省の県である。面積は534.91km²、人口は141,279人（2009年）である。

## 行政区画
2市鎮10社から構成される。